# Pascal Simpson
Pascal Simpson (ur. 4 maja 1971 w Lomé) – szwedzki piłkarz pochodzenia niemiecko-togijskiego występujący na pozycji napastnika.

## Kariera klubowa
Simpson urodził się w Lomé jako syn Niemki i Togijczyka. Dorastał w Szwecji. W 1978 roku rozpoczął tam treningi w klubie Ekerö IK. W 1984 roku przeszedł do juniorów zespołu IF Brommapojkarna. W 1990 roku został włączony do jego pierwszej drużyny, grającej w drugiej lidze. W 1991 roku przeszedł do pierwszoligowego klubu AIK Fotboll. W 1992 roku zdobył z nim mistrzostwo Szwecji, a w 1996 i 1997 Puchar Szwecji.
W 1998 roku Simpson podpisał kontrakt z norweską Vålerenga Fotball z Tippeligaen. Spędził tam 3 sezony. Na początku 2001 roku odszedł do duńskiego FC København. W tym samym roku zdobył z nim mistrzostwo Danii oraz Superpuchar Danii. W 2002 roku wrócił do Szwecji, gdzie został graczem klubu Halmstads BK. W tym samym roku zakończył karierę.

## Kariera reprezentacyjna
W 1992 roku Simpson znalazł się w drużynie na Letnie Igrzyska Olimpijskie, które Szwecja zakończyła na ćwierćfinale. W reprezentacji Szwecji zadebiutował 9 lutego 1997 roku w wygranym 2:0 meczu Pucharu Króla Tajlandii z Rumunią. W drużynie narodowej Simpson rozegrał łącznie 2 spotkania, oba w 1997 roku.